# ピーター・グラント (ラグビー選手)
ピーター・グラント（Peter Grant、1984年8月15日 - ）は、南アフリカ共和国のラグビー選手。2007年より南アフリカ共和国代表。

## プロフィール
- ダーバン出身。
- ポジションはスタンドオフ。
- 身長 186cm、体重 92kg
- ニックネームはバッシュ。

## 経歴
ステレンボッシュ大学卒業。2006年よりスーパー14のストーマーズへと入団した。2011年より神戸製鋼コベルコスティーラーズへ入団し、3シーズンプレーした。